# Krithe triangularis
Krithe triangularis is een mosselkreeftjessoort uit de familie van de Krithidae. De wetenschappelijke naam van de soort is voor het eerst geldig gepubliceerd in 1999 door Ayress, Barrows, Passlow & Whatley.